# Phaenocarpa excisa
Phaenocarpa excisa är en stekelart som beskrevs av Fischer 1974. Phaenocarpa excisa ingår i släktet Phaenocarpa och familjen bracksteklar. Inga underarter finns listade i Catalogue of Life.